# Malorský krysařík
Malorský krysařík (katalánsky: Ca Rater Mallorquín, španělsky: Ratonero mallorquín) je španělské plemeno psa pocházející z Baleárských ostrovů.

## Historie
Původ tohoto plemene je poněkud nejasný, ačkoli jeho vztah s valencijským krysaříkem je zřejmý, když vezmeme v potaz geografickou blízkost a historické prameny. Na počátku 20. století se lidé z Valencie stěhovali na ostrov Mallorca a přinesli s sebou drobné a nenáročné psy, dnes známé jako krysaříci. Jejich úkolem bylo chránit stáje před hlodavci. Malorský krysařík byl také vynikajícím lovcem zajíců a králíků. Kromě toho byl nazýván eriçoner pro jeho tendenci zabíjet ježky a další malé živočichy. Nicméně lovecká strategie je odlišná od té, kterou například používá ibizský podenco. Malorský krysařík jde do křoví a pohybuje se pomalu a vyžene zajíce ven. Jeho lovecké vlastnosti jsou dány malou velikostí a svalnatýma nohama, které mu umožňují dělat velké skoky.
Toto psí plemeno je mimo Mallorku, respektive Španělsko, vzácné a téměř vůbec se mimo zemi původu nevyskytuje. Až roku 2002 bylo Španělskem uznáno jako existující plemeno. I kvůli nízkým počtům psů s prokázaným původem není plemeno uznané Mezinárodní kynologickou federací (FCI).

## Povaha
Malorský krysařík je dobrý společenský pes a skvělý hlídač, ačkoliv velikostí příliš neimponuje. Tito psi jsou bdělí, inteligentní a velmi laskaví ke svému majiteli.